# Abdelhafid Tasfaout
Abdelhafid Tasfaout (arabisch عبد الحفيظ تاسفاوت; * 11. Februar 1969 in Oran) ist ein ehemaliger algerischer Fußballspieler und Rekordtorschütze der algerischen Fußballnationalmannschaft.

## Spielerkarriere

### Verein
Abdelhafid Tasfaout wurde in der algerischen Küstenstadt Oran geboren und begann seine fußballerische Laufbahn 1982 beim MC Oran, schloss sich allerdings 1985 der Jugendmannschaft des unterklassigen SCNF Oran an, ehe er nach nur einem Jahr in die Jugend-Akademie von ASM Oran wechselte.
Dort feierte er schließlich 1987 sein Profi-Debüt in der ersten algerischen Liga.
Im Sommer 1990 wechselte Abdelhafid Tasfaout zum Stadtrivalen MC Oran, wo er sich prompt als Stammspieler etablieren konnte und in der Folge im November 1990 erstmals in den Kader der algerischen A-Nationalmannschaft berufen wurde.
Mit dem Verein gewann er in den Spielzeiten 1991/92 sowie 1992/93 die algerische Meisterschaft und wurde dabei zwei Mal in Folge jeweils Torschützenkönig und Spieler der Saison.
Im Juli 1995 wechselte er zu AJ Auxerre, wo er in seiner ersten Saison mit dem Verein den Gewinn des Doubles, der französischen Meisterschaft und des Coupe de France, feiern konnte.
1997 wurde Tasfaout schließlich an den Ligakonkurrenten EA Guingamp ausgeliehen und bald darauf fest vom Verein verpflichtet.
Bereits in seiner ersten Saison für Guingamp stieg er mit dem Verein in die Ligue 2 ab, ehe im Juni 2000 der Wiederaufstieg in die erste französische Liga gelang.
Nach fünf Jahren verließ er den Verein 2002 in Richtung Katar zum Al-Rayyan SC, wo er ein Jahr später schließlich seine Karriere beendete.

### Nationalmannschaft
Abdelhafid Tasfaout wurde im November 1990 erstmals in den Kader der algerischen Nationalmannschaft berufen und debütierte am 11. Dezember 1990 in einem inoffiziellen Testspiel gegen eine B-Auswahl Englands.
Sein erstes offizielles Länderspiel absolvierte er am 15. Februar 1991 gegen Kamerun.
Mit der Nationalmannschaft nahm Tasfaout zwischen 1992 und 2002 an fünf Afrikameisterschaften teil, verpasste jedoch stets die Qualifikation für eine Weltmeisterschaft.
Seit 1998, bis zum Ende seiner internationalen Karriere 2002 war er Kapitän des Nationalteams.
Zwischen 1991 und 2002 gelangen ihm in 83 Länderspielen 35 Tore, womit er aktueller Rekordtorschütze der algerischen Nationalmannschaft ist.

## Funktionärs- und Trainerkarriere
Im Juli 2010 wurde Tasfaout vom algerischen Verband FAF zum Manager der Nationalmannschaft ernannt.
Er bekleidete das Amt bis Dezember 2013, als er vom damaligen Nationaltrainer Vahid Halilhodzic in den Trainerstab aufgenommen wurde.
Nach der Fußball-Weltmeisterschaft 2014 trat im Juli 2014 er als Co-Trainer des Nationalteams zurück.
Seit September 2015 ist er unter Pierre-André Schürmann als Co-Trainer der algerischen U23/Olympiamannschaft tätig, mit der er im Dezember 2015 das Finale des U23-Afrika-Cups 2015 erreichen konnte, wodurch man sich für die Olympischen Spiele 2016 qualifizierte.

## Erfolge

### Als Spieler
- Algerischer Meister (mit dem MC Oran): 1992, 1993
- Französischer Meister (mit AJ Auxerre): 1996
- Französischer Pokalsieger (mit AJ Auxerre): 1996
- Vize-Meister der Ligue 2 (mit EA Guingamp): 2000

individuell:
- Torschützenkönig der algerischen Liga: 1992, 1993
- Spieler der Saison in Algerien: 1992, 1993
- Rekordtorschütze der algerischen Nationalmannschaft: 35 Tore
- Afrika-Cup-Teilnahme (mit Algerien): 1992, 1996, 1998, 2000, 2002

### Als Trainer
- Achtelfinale bei der Fußballweltmeisterschaft 2014 (mit Algerien) als Co-Trainer
- Finalist beim U23-Afrika-Cups 2015 (mit der algerischen U23/Olympiamannschaft) als Co-Trainer
- Qualifikation für die Olympischen Spiele 2016 (mit der algerischen U23/Olympiamannschaft) als Co-Trainer